# Parafia Miłosierdzia Bożego w Pińczowie
Parafia Miłosierdzia Bożego w Pińczowie – parafia rzymskokatolicka w Pińczowie. Należy do dekanatu pińczowskiego diecezji kieleckiej. Jest obsługiwana przez księży diecezjalnych. Mieści się przy ulicy Jana Pawła II. Jest najmłodszą parafią w mieście. Została erygowana przez bpa Stanisława Szymeckiego 28 kwietnia 1991 roku.